# Mp3tag
Mp3tag est un éditeur de tag sous Windows et macOS. Programmé et développé depuis 1999 par un assistant de recherche à la University of Technology de Dresde, Florian Heidenreich, le programme gère de nombreux formats audio. Le logiciel est distribué gratuitement. Il est traduit en de nombreuses langues, dont le français.

## Formats audio supportés
- Advanced Audio Coding (aac)
- Apple Lossless Audio Codec (alac)
- Audio Interchange File Format (aif / aifc / aiff)
- Direct Stream Digital Audio (dsf)
- Free Lossless Audio Codec (flac)
- Matroska (mka / mkv)
- Monkey's Audio (ape)
- MPEG Layer 3 (mp3)
- MPEG-4 (mp4 / m4a / m4b / m4v / iTunes)
- Musepack (mpc)
- Ogg Vorbis (ogg)
- IETF Opus (opus)
- OptimFROG (ofr / ofs)
- Speex (spx)
- Tom's Audio Kompressor (tak)
- True Audio (tta)
- Windows Media Audio (wma)
- WavPack (wv)
- WAV (wav)
- WebM (webm)

## Principales fonctions[3]
- Edition de tags: Écrit les tags ID3v1.1, ID3v2.3, ID3v2.4, MP4, WMA, APEv2 Tags et les Vorbis Comments dans plusieurs fichiers à la fois.
- Support des pochettes: Télécharge et ajoute les pochettes aux fichiers.
- Importation des tags depuis les bases de données en ligne Discogs, freedb, MusicBrainz et autres.
- Remplace les chaînes de caractères dans les tags et les noms de fichier.
- Crée automatiquement des listes de lecture et gère automatiquement les listes de lecture lors de l'édition.
- Renomme les fichiers à partir des tags et importe les tags à partir du nom de fichier.
- Exporte en HTML, RTF, CSV: génère des rapports sur la collection de musiques basés sur modèles définis par l'utilisateur.
- Support total de Unicode.

## Histoire
La première version de Mp3tag (v0.80) est sortie officiellement le 24 mai 2000 après de longs mois de développement. Avant cette date, des pré-versions étaient déjà en circulation mais elles n'étaient pas largement diffusées. Selon les dires du développeur, la motivation principale du développement de ce programme se trouvait dans les possibilités limitées de traitement des métadonnées dans le logiciel multimédia Winamp, mondialement connu à l'époque.
Jusqu'à la version 1.80, Mp3tag supportait exclusivement le format MP3 avec les ID3v1. Après une longue phase de développement, le support des ID3v2 a été introduit officiellement durant l'été 2002 avec la version 2.00.
En septembre 2002, avec le support de l'Ogg Vorbis, l'architecture interne de Mp3tag a été élargie à n'importe quel format audio. Le support d'autres formats audio est ajouté alors à des intervalles réguliers. 
En janvier 2004 la syntaxe pour espace réservé à un seul caractère des fonctions renommer, exporter, importer (ex: %A pour Album) a été changée pour un espace réservé à plusieurs caractères (ex: %album% pour Album), ce qui a été critiqué par de nombreux utilisateurs. Après que ce changement eut pour conséquence le support de n'importe quel champ de métadonnées, les avantages du changement furent reconnus. Cette nouvelle syntaxe a été inspirée de celle utilisée par le lecteur multimédia foobar2000.
En janvier 2005, avec le Web Sources Framework une infrastructure permettant l'import des métadonnées de n'importe quelle base de données en ligne a été créée. Autour de cette infrastructure s'est développée au fil des ans une communauté qui met à disposition sur le forum des scripts personnalisés.
En octobre 2005 l'architecture a été changée pour l'utilisation de Unicode, ce qui engendra la fin du support pour Windows 95 et Windows 98. Dans ce cadre, la bibliothèque id3lib utilisée jusque-là pour la lecture et l'écriture des tags ID3v2 a été aussi remplacée par le support de Unicode et des ID3v2.4 à travers une implémentation-maison.
En février 2008 le support pour Windows NT et Windows 2000 prit fin, ce qui fut de nouveau critiqué par quelques utilisateurs. Les dernières versions respectives de Mp3tag pour les systèmes d'exploitation qui ne sont plus supportés sont toutefois encore disponibles sur le site officiel.

## Versions[6]
- Dernière version pour Windows 7, Windows 8, Windows 8.1, Windows 10 : 3.07 (21 mai 2021)
- Dernière version pour Windows XP, Windows Server 2003, Windows Vista, Windows Server 2008, Windows Server 2012 : 3.05 (28 janvier 2021)
- Dernière version pour Windows 2000 : 2.39 (28 juillet 2007)
- Dernière version pour Windows 95, Windows 98, Windows ME : 2.32 (9 juillet 2005)

## Récompenses
Le 16 octobre 2009 à Wiesbaden, Mp3tag a été élu "logiciel de l'année 2009" dans la catégorie Freeware du portail des logiciels de la Deutsche Telekom. Plus de 400 000 internautes ont participé au vote.